# حلبان (المخادر)

تعديل مصدري - تعديل

حلبان محلة تابعة لقرية دار الشرف، التابعة لعزلة بني سرحة بمديرية المخادر إحدى مديريات محافظة إب في الجمهورية اليمنية، بلغ تعداد سكانها 21 حسب تعداد اليمن لعام 2004.